# Oud stadhuis van Ninove
Het oud stadhuis van Ninove is het voormalige gemeentehuis van de Oost-Vlaamse stad Ninove, gelegen aan het Oudstrijdersplein 6.

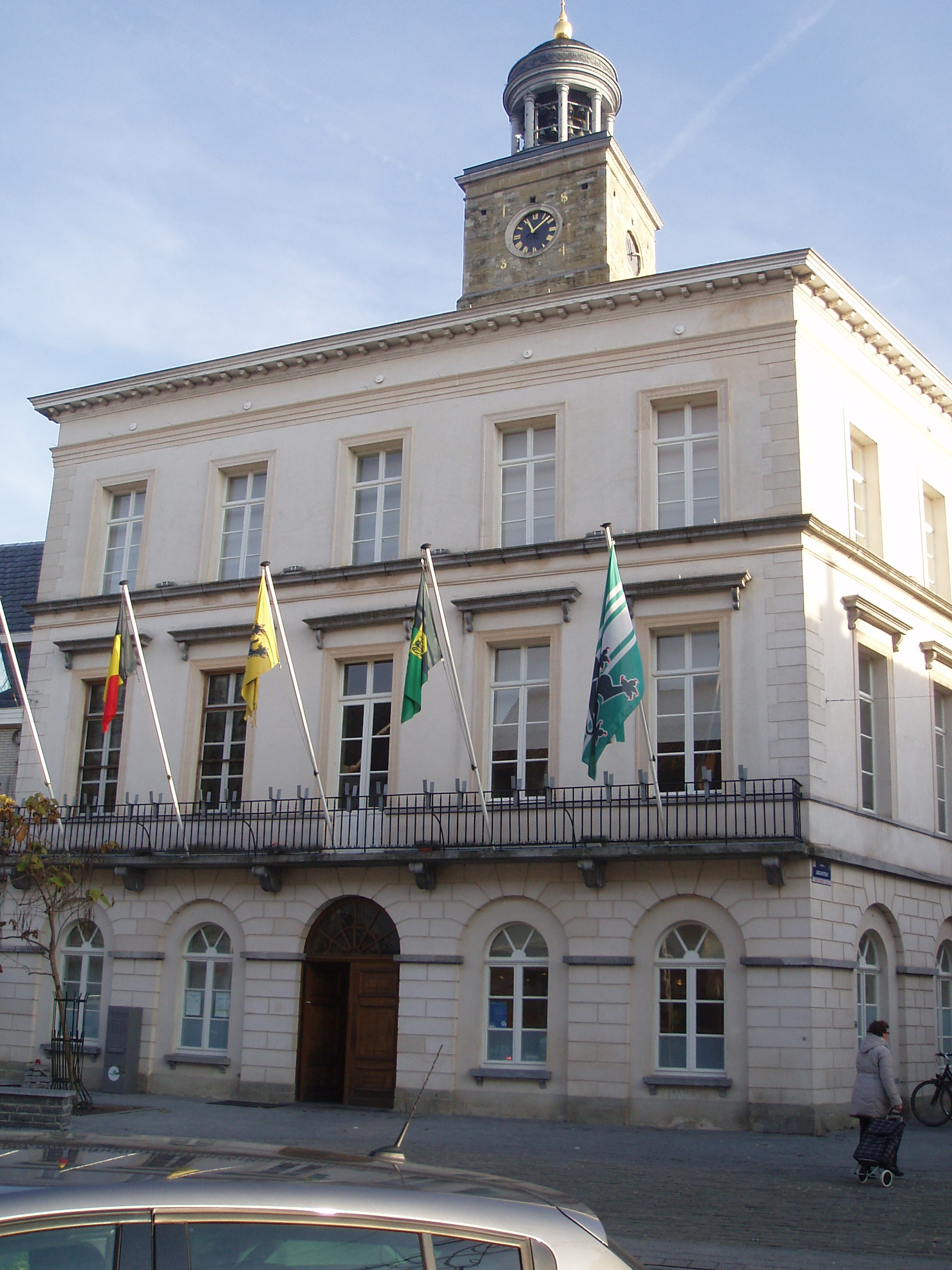
Het gebouw in 2013

## Geschiedenis
Het huidige gebouw dateert uit 1834 en werd ontworpen door architect Louis Roelandt. De eerste melding van een schepenhuis op deze plaats, dateert van het einde van de 14de eeuw. In 1603 werd na een brand een nieuw schepenhuis gebouwd dat op zijn beurt ook verloren ging in een brand. In 1977 werden de plannen opgemaakt voor de bouw van een nieuw stadhuis, gelegen aan de Centrumlaan. In 1984 verhuisde de stad haar faciliteiten definitief naar het nieuwe gebouw. Anno 2025 worden de diensten cultuur, evenementen en communicatie van de stad ondergebracht en wordt het gebouw verhuurd voor diverse gelegenheden.

## Beschrijving
Het is een neoclassicistisch hoekgebouw van het dubbelhuistype, bestaande uit drie bouwlagen onder een schilddak. De bepleisterde en witgeschilderde lijstgevel telt vijf traveeën en wordt horizontaal geleed door een balkon op consoles over de volledige breedte van de bel-etage, arduinen lekdrempels en een klassiek hoofdgestel met kroonlijst op modillons. De benedenvensters zijn rondboogvormig en gevat in rondboognissen met geblokte omlijstingen, terwijl de bovenvensters rechthoekig zijn en voorzien van arduinen druiplijsten op consooltjes. De centrale inkomdeur is een rondboogvormige vleugeldeur met een waaiervormig bovenlicht.
Het gebouw wordt bekroond door een vierkante toren met uurwerk en een achthoekige spits. In het torentje bevindt zich een beiaard met 25 klokken, die sinds de restauratie van 1993 computergestuurd Ninoofse melodieën weergeeft.
Ook de zijgevel, eveneens vijf traveeën breed, is op gelijkaardige wijze uitgewerkt, maar zonder inkompartij of balkon. Opvallend zijn de gevulde steigergaten, verwijzend naar vroegere bouwfases.
Binnenin zijn enkele originele elementen bewaard gebleven, waaronder een dubbele houten wenteltrap in empirestijl en de voormalige gemeenteraadszaal, die is verfraaid met empiremotieven. 